# Shogo Nishikawa
Shogo Nishikawa (Hiroshima, 1 juli 1983) is een Japans voetballer.

## Carrière
Shogo Nishikawa speelde tussen 2004 en 2009 voor Sanfrecce Hiroshima en Tokushima Vortis. Hij tekende in 2009 bij Montedio Yamagata.